# بن منسفیلد
بن منسفیلد (انگلیسی: Ben Mansfield؛ زادهٔ ۲۹ مهٔ ۱۹۸۳) بازیگر اهل بریتانیا است.
از فیلم‌ها یا مجموعه‌های تلویزیونی که وی در آن‌ها نقش داشته است، می‌توان به آقای نوبادی اشاره نمود.